# Super ShowDown
Super ShowDown è un evento in pay-per-view di wrestling organizzato annualmente dalla WWE dal 2018 al 2020.

## Edizioni
| Edizione        | Data             | Città     | Sede                                | Main event                  |
| --------------- | ---------------- | --------- | ----------------------------------- | --------------------------- |
| 2018 (Dettagli) | 6 ottobre 2018   | Melbourne | Melbourne Cricket Ground            | Triple H vs. The Undertaker |
| 2019 (Dettagli) | 7 giugno 2019    | Gedda     | King Abdullah International Stadium | Goldberg vs. The Undertaker |
| 2020 (Dettagli) | 27 febbraio 2020 | Riad      | King Fahd International Stadium     | Bray Wyatt vs. Goldberg     |